# Njagan

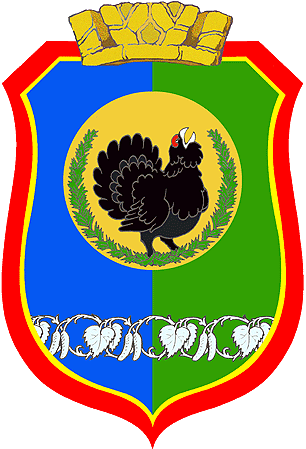
Stadens vapen.

Njagan (ryska: Нягань) är en stad i Chantien-Mansien i västra Sibirien (Ryssland), nära floden Ob. Folkmängden uppgick till 56 617 invånare i början av 2015. Orten anlades på 1960-talet som ett jordbrukscenter med namnet Njach (vilket ändrades till dagens namn 1985), och är känt för olja och naturgas.
Tennisspelaren Maria Sjarapova bodde i Njagan sina första två år i livet.